# Piekiełko (szczyt)
Piekiełko (678 m) – najwyższy, północny szczyt masywu Upszaru w Pieninach Czorsztyńskich. Sam wierzchołek jest porośnięty lasem, ale płytka przełęcz oddzielająca go od sąsiadującej w kierunku północno-zachodnim od Uli i Zbójnickiej Skały jest odkryta, trawiasta. Z przełęczy tej do Zbiornika Czorsztyńskiego opada trawiasta dolinka ze źródłem wody, zwana Kąciki, w przeciwnym kierunku, do doliny Głębokiego z przełęczy tej opada również trawiasty stok zwany Łazami.
Nazwa szczytu pochodzi od dawniej istniejących obok wierzchołka dwóch poletek uprawnych o nazwie Małe i Wielkie Piekiełko. Jak pisze Bronisław Gustawicz w 1881 były to: „dwa owsiska w świerkowym lesie”. Adam Jaszczołt uważa, że nazwa może pochodzić od słowiańskich słów pkieł, piekło, oznaczających smołę i jest pozostałością po istniejących w Pieninach zborach braci polskich z początków XVII wieku.
Dawne poletka uprawne są obecnie łąkami lub pastwiskami. W latach 1987–1988 w polanach na Piekiełku znaleziono bardzo rzadkie, w Polsce zagrożone wyginięciem gatunki porostów: jaskrawiec woskowoszary Caloplaca stillicidiorum, łuskotek wątrobiasty Catapyrenium lachneum i trzonecznica rdzawa Chaenotheca ferruginea.
Piekiełko znajduje się w Pienińskim Parku Narodowym w granicach wsi Sromowce Wyżne, w województwie małopolskim, w powiecie nowotarskim, w gminie Czorsztyn

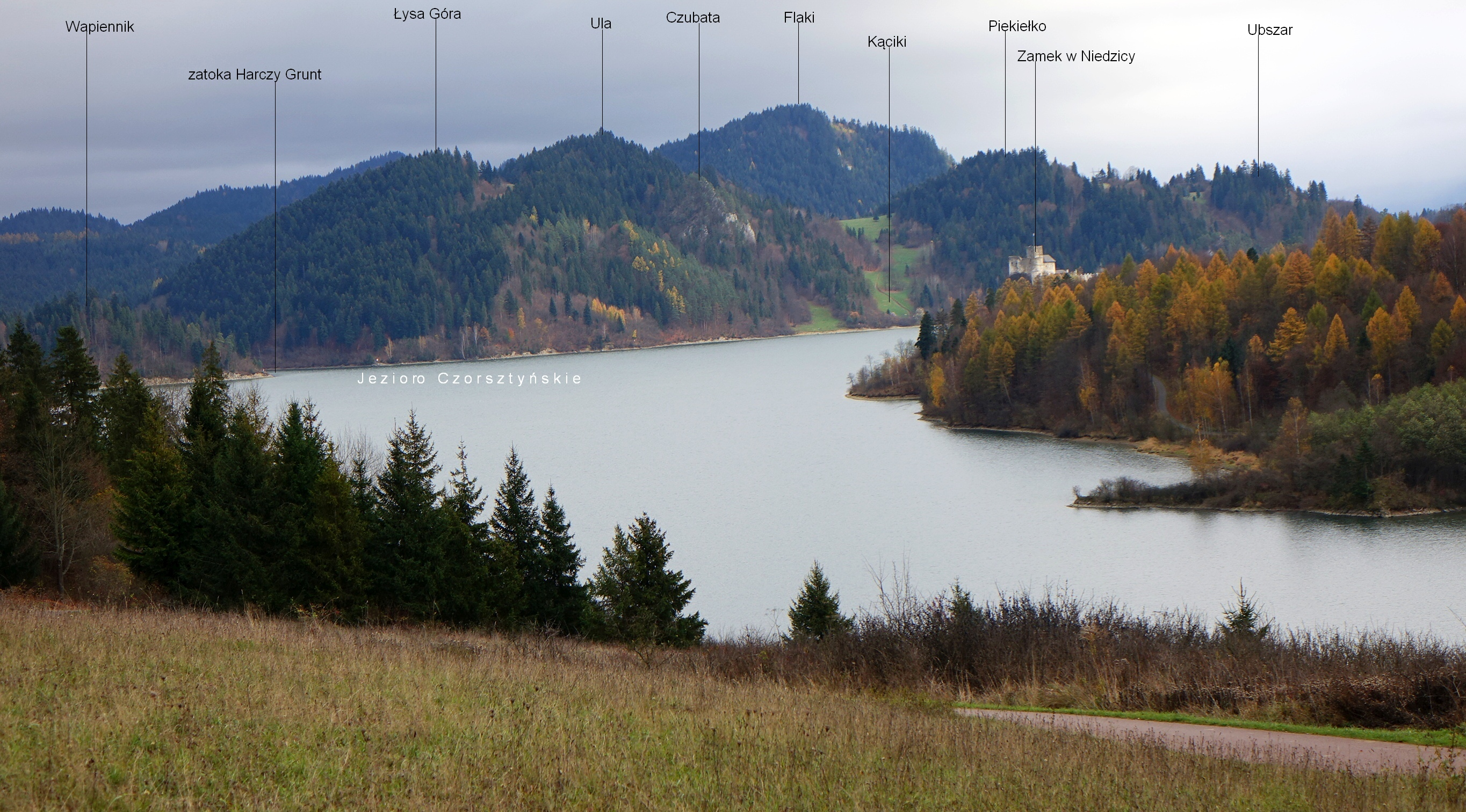
Widok z Pienin Spiskich